# Liste des lieux patrimoniaux de Columbia-Shuswap
Cet article recense les lieux patrimoniaux du district régional de Columbia-Shuswap inscrit au répertoire des lieux patrimoniaux du Canada, qu'ils soient de niveau provincial, fédéral ou municipal.

## Liste des lieux patrimoniaux
- Haut – A
- B
- C
- D
- E
- F
- G
- H
- I
- J
- K
- L
- M
- N
- O
- P
- Q
- R
- S
- T
- U
- V
- W
- X
- Y
- Z

| [ 1 ] | Lieu patrimonial                       | Illustration             | Municipalité                     | Adresse                          | Coordonnées       | No    | Constr. | Prot.                       | Rec. | Notes |
| ----- | -------------------------------------- | ------------------------ | -------------------------------- | -------------------------------- | ----------------- | ----- | ------- | --------------------------- | ---- | ----- |
| F     | Gare du Canadien Pacifique             | Téléverser               | Field                            |                                  | 51.394 -116.491   | 1927  | 1954    | GFP                         | 1995 |       |
| F     | Résidence du directeur                 | Téléverser               | Field                            |                                  | 51.3956 -116.489  | 9833  | 1930    | ÉFP reconnu                 | 1992 |       |
| F     | Cabane alpine Stanley Mitchell         | Téléverser               | Parc national de Yoho            | Little Yoho Valley               | 51.4999 -116.5    | 7653  | 1939    | ÉFP reconnu                 | 2000 |       |
| F     | Chalet de gardes de parc               | Téléverser               | Parc national de Yoho            |                                  | 51.3131 -116.282  | 2860  | 1935    | ÉFP reconnu                 | 2001 |       |
| F     | Chalet de gardes de parc de Deer Lodge | Téléverser               | Parc national de Yoho            |                                  | 51.5 -116.5       | 3550  |         | ÉFP reconnu                 | 1988 |       |
| F     | Col Kicking Horse                      | Téléverser               | Parc national de Yoho            | Highway 1 - Trans-Canada Highway | 51.4345 -116.348  | 10063 | 1909    | LHN                         | 1971 |       |
| F     | Écurie                                 | Téléverser               | Parc national de Yoho            |                                  | 51.3131 -116.282  | 2847  |         | ÉFP reconnu                 | 2000 |       |
| F     | Pavillon Wiwaxy                        | Téléverser               | Parc national de Yoho            |                                  | 51.5 -116.5       | 3560  | 1919    | ÉFP reconnu                 | 1988 |       |
| F     | Refuge Elizabeth Parker                | Refuge Elizabeth Parker  | Parc national de Yoho            |                                  | 51.5 -116.5       | 3548  | 1919    | ÉFP reconnu                 | 1988 |       |
| F     | Salon de thé des chutes Twin           | Téléverser               | Parc national de Yoho            | Upper Valley Road                | 51.4277 -116.44   | 2837  | 1908    | ÉFP reconnu                 | 2000 |       |
| F     | Salon de thé des chutes Twin           | Téléverser               | Parc national de Yoho            | Upper Valley Road                | 51.5444 -116.533  | 11592 | 1928    | LHN                         | 1992 |       |
| F     | Yoho Ranch, chalet                     | Téléverser               | Parc national de Yoho            |                                  | 51.3131 -116.282  | 2859  | 1925    | ÉFP reconnu                 | 2000 |       |
| F     | Gare du Canadien Pacifique             | Téléverser               | Parc national des Glaciers       |                                  | 51.267 -117.517   | 4572  | 1916    | GFP                         | 1992 |       |
| F     | Col Rogers                             | Col Rogers               | Parc national des Glaciers       | Highway 1, Trans-Canada Highway  | 51.3015 -117.521  | 12562 | 1917    | LHN                         | 1971 |       |
| F     | Refuge alpin du Glacier Circle         | Téléverser               | Parc national des Glaciers       |                                  | 51.2667 -117.517  | 3898  | 1922    | ÉFP reconnu                 | 2000 |       |
| F     | Refuge Arthur O. Wheeler               | Refuge Arthur O. Wheeler | Parc national des Glaciers       |                                  | 51.3017 -117.52   | 13084 | 1946    | ÉFP reconnu                 | 2006 |       |
| F     | Chalet des gardes du parc              | Téléverser               | Parc national du Mont-Revelstoke |                                  | 51.096 -118.051   | 9676  | 1928    | ÉFP reconnu                 | 1988 |       |
| F     | Tour d'observation du sommet           | Téléverser               | Parc national du Mont-Revelstoke |                                  | 51.0999 -118.067  | 4691  | 1927    | ÉFP reconnu                 | 1988 |       |
| F     | Boat Encampment                        | Boat Encampment          | Red Rock Bay                     | Warsaw Mountain                  | 52.102 -118.489   | 13039 | 1811    | LHN                         | 1943 |       |
| M     | Birch Lodge                            | Téléverser               | Revelstoke                       | 815 Mackenzie Avenue             | 50.9953 -118.201  | 11780 | 1905    | Community Heritage Register | 2004 |       |
| M     | McCarty House                          | Téléverser               | Revelstoke                       | 400 Mackenzie Avenue             | 50.9974 -118.197  | 11781 | 1900    | Community Heritage Register | 2004 |       |
| M     | Revelstoke City Hall                   | Téléverser               | Revelstoke                       | 216 Mackenzie Avenue             | 50.9981 -118.196  | 11782 | 1939    | Community Heritage Register | 2002 |       |
| M     | Revelstoke Courthouse                  | Téléverser               | Revelstoke                       | 1123 Second Street West          | 51.0046 -118.208  | 11783 | 1913    | Community Heritage Register | 2002 |       |
| M     | 171-1 Street SE                        | Téléverser               | Salmon Arm                       | 8171, 1 Street SE                | 50.6983 -119.284  | 18764 | 1914    | Community Heritage Register | 2010 |       |
| M     | Bank Manager's House                   | Téléverser               | Salmon Arm                       | 660 2 Avenue NE (Harris Street)  | 50.7007 -119.277  | 18763 | 1911    | Community Heritage Register | 2010 |       |
| M     | Bank of Hamilton                       | Téléverser               | Salmon Arm                       | 190 Hudson Avenue NE             | 50.7014 -119.2825 | 18744 | 1910    | Community Heritage Register | 2010 |       |
| M     | Baptist Church                         | Téléverser               | Salmon Arm                       | 91 2 Avenue NE                   | 50.7013 -119.2891 | 19125 | 1909    | Community Heritage Register | 2010 |       |
| M     | Collier House                          | Téléverser               | Salmon Arm                       | 720 2 Avenue NE (Harris Street)  | 50.7007 -119.276  | 18747 | 1927    | Community Heritage Register | 2010 |       |
| M     | Gabe's Bunkhouse                       | Téléverser               | Salmon Arm                       | 251 5th Street SE                | 50.6979 -119.2797 | 19104 | 1912    | Community Heritage Register | 2010 |       |
| M     | Haydock House                          | Téléverser               | Salmon Arm                       | 550 6th Street SE                | 50.6957 -119.2774 | 19107 |         | Community Heritage Register | 2010 |       |
| M     | Lyman House                            | Téléverser               | Salmon Arm                       | 680 2 Avenue NE (Harris Street)  | 50.7007 -119.277  | 18748 |         | Community Heritage Register | 2010 |       |
| M     | M. M. Carroll House                    | Téléverser               | Salmon Arm                       | 721 2 Avenue NE (Harris Street)  | 50.7014 -119.276  | 18745 |         | Community Heritage Register | 2010 |       |
| M     | Merchants Block                        | Téléverser               | Salmon Arm                       | 140 Lakeshore Drive NE           | 50.7021 -119.2849 | 19124 | 1929    | Community Heritage Register | 2010 |       |
| M     | Municipal Hall                         | Téléverser               | Salmon Arm                       | 31 Hudson Avenue NE              | 50.7009 -119.2848 | 19108 | 1928    | Community Heritage Register | 2010 |       |
| M     | Post Office                            | Téléverser               | Salmon Arm                       | 70 Hudson Avenue N.E.            | 50.7007 -119.2842 | 18743 | 1937    | Community Heritage Register | 1992 |       |
| M     | Presbyterian Manse                     | Téléverser               | Salmon Arm                       | 341 Beatty Avenue NW             | 50.7013 -119.2891 | 19105 | 1901    | Community Heritage Register | 2010 |       |
| M     | R. H. Neelands House                   | Téléverser               | Salmon Arm                       | 671 2 Avenue NE (Harris Street)  | 50.7014 -119.277  | 18746 |         | Community Heritage Register | 2010 |       |
| M     | Salmon Arm Court House                 | Téléverser               | Salmon Arm                       | 20 Hudson Avenue NE              | 50.7004 -119.2847 | 18743 | 1930    | Community Heritage Register | 2010 |       |
| M     | Salmon Arm Elementary School           | Téléverser               | Salmon Arm                       | 451 Shuswap Street SW            | 50.6966 -119.2859 | 19084 | 1922    | Community Heritage Register | 2012 |       |